# Рикка, Сиркка Андреевна
Си́ркка Андре́евна Ри́кка (фин. Sirkka Rikka; 4 июля 1912, Мичиган, США — 20 января 2002, Канкаанпяа, Финляндия) — советская певица (лирико-колоратурное сопрано), Заслуженная артистка Карело-Финской ССР (1943), Народная артистка РСФСР (1957).

## Биография
Родилась в семье журналиста, одного из лидеров профсоюзного движения финнов-иммигрантов в США. Детство и юность прошли в Детройте.
В 1932 году вместе с мужем иммигрировала в СССР. В 1937 году окончила Петрозаводский медицинский политехникум.
С 1939 года — солистка Государственного национального ансамбля «Кантеле». В 1948 году окончила курсы усовершенствования при Ленинградской консерватории (класс Е. А. Бронской).
В 1952—1965 годах — солистка Карельской государственной филармонии.
В репертуарную программу певицы «Песни народов мира» входили финские, карельские и вепсские народные песни, песни народов СССР, афро-американские, китайские, ирландские, английские, шотландские, французские, немецкие, испанские и польские песни на языках оригиналов. В репертуаре певицы были также арии из опер и романсы.
С середины 1990-х годов жила в Финляндии.

## Семья
Муж — Тойво Вайнонен (1918—1985) — советский музыкант, Заслуженный артист Карело-Финской ССР (1947), народный артист Карельской АССР (1971).

## Награды и звания
- орден Ленина (22.09.1959)
- орден Трудового Красного Знамени (29.10.1951)[1].
- Народный артист РСФСР (1957)